# Philipp Wolfgang (Hanau-Lichtenberg)
Graf Philipp Wolfgang von Hanau-Lichtenberg (* 31. Juli 1595 in Buchsweiler (heute: Bouxwiller); † 14.jul. / 24. Februar 1641greg. in Buchsweiler) war ein Sohn des Grafen Johann Reinhard I. von Hanau-Lichtenberg (* 1569; † 1625) und der Gräfin Maria Elisabeth von Hohenlohe-Neuenstein (* 1576; † 1605). Er regierte die Grafschaft ab 1625.

## Kindheit und Jugend
Philipp Wolfgang besuchte die Universität Straßburg. Seine Kavalierstour führte ihn durch Deutschland, nach Frankreich, Italien (Oktober 1605 in Padua) und England.

## Regierung
Im Mittelpunkt der Regierung des Grafen Philipp Wolfgang standen die durch den Dreißigjährigen Krieg verursachten Probleme. Es wird berichtet, dass er die Regierung weitgehend persönlich führte und dazu auch viel unterwegs war. Diese Darstellung steht in auffallendem Gegensatz zu der späteren Literatur, die berichtet, er sei häufig krank gewesen.
Die von seinem Vater mit relativem Erfolg begonnene Politik der Neutralität versuchte er fortzusetzen, was aber nicht gelang. Zunächst traf es 1631 erneut das Amt Babenhausen, wo diesmal aber auch die Stadt und das Schloss Babenhausen durch kaiserliche Truppen besetzt und geplündert wurden. Ein Jahr später marschierten die Schweden unter General Graf Wolf Heinrich von Isenburg ein. Vom 23. Februar bis zum 28. März 1635 wurde die Stadt erneut von den Kaiserlichen unter Philipp von Mansfeld belagert, allerdings erfolglos. 1636 wurde das Amt Babenhausen von Kurmainz besetzt.
Die Hanau-Lichtenberger Gebiete am Oberrhein und im Elsass traf es in der Folge auch. Auch dort marschierten kaiserliche Truppen ein und brandschatzten zahlreiche Dörfer. Philipp Wolfgang leistete dagegen auch militärisch Widerstand, nahm bei Drusenheim und Lichtenau aufgeworfene Schanzen der Kaiserlichen ein. Aber insgesamt hatte er mit den begrenzten ihm zur Verfügung stehenden Mitteln wenig Chancen, sich in diesen Auseinandersetzungen erfolgreich zu behaupten. 1633 erreichten die schwedischen Truppen die Gebiete der Grafschaft Hanau-Lichtenberg am Oberrhein. Es kam auch im Umfeld der Grafschaft zu militärischen Auseinandersetzungen, wechselnden Belastungen und Plünderungen. So traf es z. B. Pfaffenhofen, wo den Krieg nur zwei Familien überlebten. Als die Schweden sich in der Folge mit Frankreich verbündeten, wurden Pfaffenhofen, Buchsweiler und Ingweiler französisch besetzt. Daraufhin fielen wieder kaiserliche Truppen unter Feldmarschall Matthias Gallas in das Land ein. Dabei wurde die Stadt Wörth zweimal geplündert. Die nächste Welle einfallenden Militärs waren die Evangelischen unter Herzog Bernhard von Weimar, der sein Hauptquartier in Brumath errichtete. Bei diesem Kriegszug fiel vor Zabern auch Graf Jakob Johann von Hanau-Münzenberg (* 1612; † 1636), der in der Kirche St. Nikolai in Straßburg beigesetzt wurde. 1638 plünderten Kroaten die Hanau-Lichtenberger Residenz Buchsweiler.
Philipp Wolfgang versuchte dem entgegenzuwirken, indem er sich unter den Schutz des französischen Königs stellte. Ein Beweggrund dafür war auch, dass er sich vor den Ambitionen Bernhards von Weimar fürchtete, der zwar ein bedeutender Militär war, aber selbst kein eigenes Land besaß. Ihm wurde nachgesagt, sich aus eroberten Gebieten im Elsass eine eigene Herrschaft schaffen zu wollen. Damit geriet er in Widerspruch zu französischen Interessen, die darauf gerichtet waren, sich diese Gebiete selbst einzuverleiben. Nach dem Tod Bernhards von Weimar 1639 erledigte sich die Befürchtung.
Philipp Wolfgang hielt sich aus Sicherheitsgründen häufig in seiner Residenz in Straßburg auf. Von allen Städten und Dörfern der Grafschaft blieb kein Ort vom Krieg verschont. Wie seine Vorgänger engagierte Philipp Wolfgang sich nicht bei der in dieser Zeit um sich greifenden Hexenverfolgung, so dass die Grafschaft Hanau-Lichtenberg davon weitgehend verschont blieb.

## Tod
In seinem Testament bestimmte Philipp Wolfgang seinen ältesten Sohn, Friedrich Casimir, zum Alleinerben. Den beiden jüngeren Söhnen wurden Residenzen, ohne Landeshoheit, zugewiesen: Johann Philipp das Amt Babenhausen, Johann Reinhard das Amt Lichtenberg. Philipp Wolfgang starb am 14./24. Februar 1641 in Buchsweiler, wo er in der Stadtkirche auch begraben wurde.

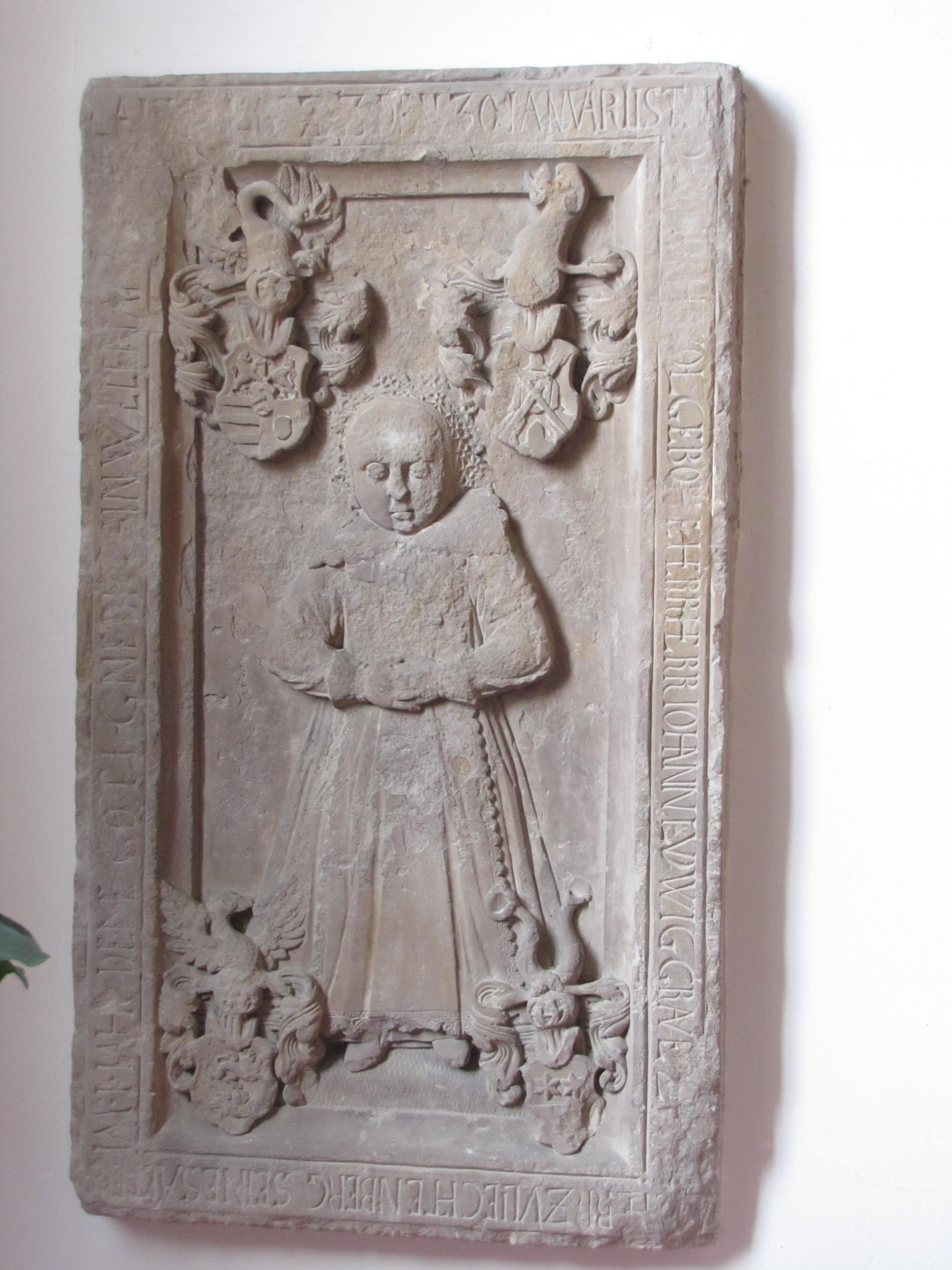
Grabplatte von Graf Johann Ludwig von Hanau-Lichtenberg in der Kirche von Buchsweiler

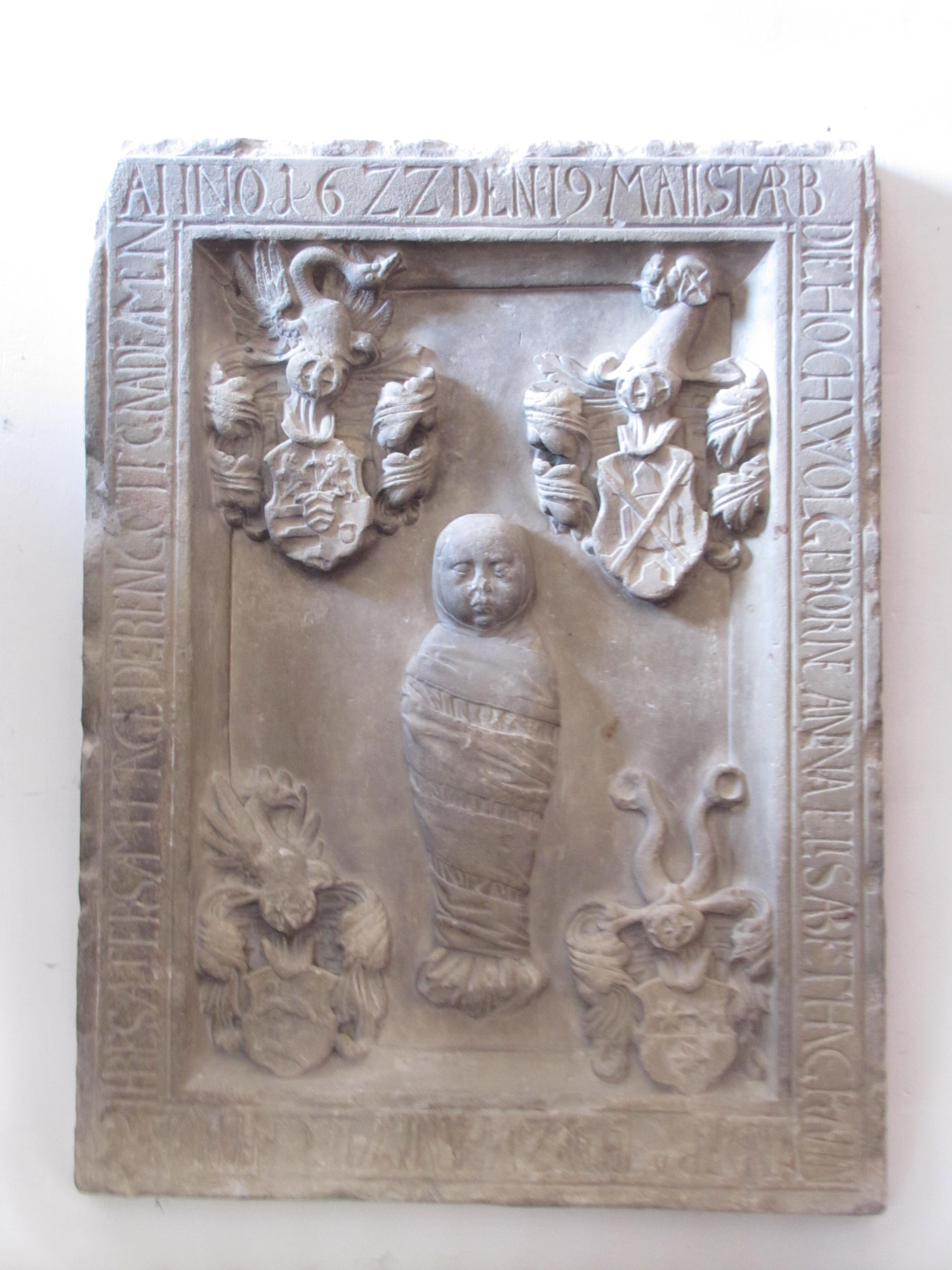
Grabplatte von Gräfin Anna Elisabeth von Hanau-Lichtenberg in der Kirche von Buchsweiler

## Familie
Philipp Wolfgang heiratete zwei Mal:
1. am 15. November 1619 Gräfin Johanna von Öttingen (* 30. August 1602; † 17. September 1639 in Straßburg, begraben zunächst dort in St. Peter, später nach Buchsweiler (heute: Bouxwiller) überführt und dort mit Philipp Wolfgang begraben).[5] Aus dieser Ehe gingen hervor:

1. 1. Johann Ludwig (* 14. Juni 1621 in Straßburg; † 30. Januar 1623 in Buchsweiler), begraben in der Stadtkirche in Buchsweiler.
  2. Anna Elisabeth (* 19. Mai 1622 in Buchsweiler; † 21. Mai 1622 in Buchsweiler), begraben in der Stadtkirche in Buchsweiler.
  3. Friedrich Casimir (* 4. August 1623; † 30. März 1685)
  4. Dorothea Elisabeth (* 19. November 1624 in Buchsweiler; † 21. November 1624), begraben in der Stadtkirche in Buchsweiler.
  5. Johann Philipp (* 13. Januar 1626 [nach Julianischem Kalender] in Buchsweiler; † 18. Dezember 1669 in Babenhausen)
  6. Johanna Juliane (* 4. Januar 1627[6] in Buchsweiler; † 4. September 1628, in Buchsweiler).
  7. Johann Reinhard (II.) (* 23. Januar 1628 in Buchsweiler; † 25. April 1666 in Bischofsheim am hohen Steg)
  8. Sophie Eleonore (* 13. April 1630 in Buchsweiler; † 20. April 1662 [nach Julianischem Kalender] in Lützelstein), unvermählt, lebte wohl bei ihrer Schwester Agathe Christine, beigesetzt in Buchsweiler. Zu ihrer Beisetzung erschien eine Leichenpredigt.[7]
  9. Agatha Christine (* 23. September 1632; † 5. Dezember 1681), verheiratet mit Pfalzgraf Leopold Ludwig von Pfalz-Veldenz-Lützelstein
  10. Christian Eberhard (* 17. Juli 1635 [nach Julianischem Kalender] in Straßburg; † 4. Mai 1636, in Straßburg), beigesetzt in Buchsweiler. Zu seiner Beisetzung erschien eine Leichenpredigt.[8]
2. nach dem 17. Mai 1640 Rheingräfin Dorothea Diana von Salm (* 25. Juli 1604 in Criechingen; † 19. Dezember 1672 in Wörth), Witwe des Grafen Philipp Ludwig von Rappoltstein. Sie wurde in Buchsweiler bestattet. Dazu erschien eine Leichenpredigt von Günther Heiler, Superintendent und Konsistorialrat der Grafschaft Hanau-Lichtenberg.[9]

## Vorfahren
| Ahnentafel Graf Philipp Wolfgang von Hanau-Lichtenberg | Ahnentafel Graf Philipp Wolfgang von Hanau-Lichtenberg                                                                            | Ahnentafel Graf Philipp Wolfgang von Hanau-Lichtenberg                                                                            | Ahnentafel Graf Philipp Wolfgang von Hanau-Lichtenberg                                                                            | Ahnentafel Graf Philipp Wolfgang von Hanau-Lichtenberg                                                                            | Ahnentafel Graf Philipp Wolfgang von Hanau-Lichtenberg | Ahnentafel Graf Philipp Wolfgang von Hanau-Lichtenberg |
| ------------------------------------------------------ | --- | --- | --- | --- | ------------------------------------------------------ | ------------------------------------------------------ |
| Urgroßeltern                                           | Philipp IV. von Hanau-Lichtenberg (* 1514; † 1590) ⚭ Eleonore von Fürstenberg (* 1523; † 1544)                                    | Jakob von Zweibrücken-Bitsch (* 1510; † 1570) ⚭ Katharina von Honstein († 1570)                                                   | Ludwig Kasimir von Hohenlohe-Neuenstein-Langenburg (* 1517; † 1568) ⚭ Anna von Solms-Laubach (* 1522; † 1594)                     | Wilhelm der Reiche von Nassau-Dillenburg (* 1487; † 1559) ⚭ Juliana zu Stolberg (* 1506; † 1580)                                  |                                                        |                                                        |
| Großeltern                                             | Philipp V. von Hanau-Lichtenberg (* 1541; † 1599) ⚭ Ludovica Margaretha von Zweibrücken-Bitsch (* 1540; † 1569)                   | Philipp V. von Hanau-Lichtenberg (* 1541; † 1599) ⚭ Ludovica Margaretha von Zweibrücken-Bitsch (* 1540; † 1569)                   | Wolfgang von Hohenlohe-Neuenstein-Weikersheim (* 1546; † 1610) ⚭ Magdalene von Nassau-Dillenburg (* 1547; † 1633)                 | Wolfgang von Hohenlohe-Neuenstein-Weikersheim (* 1546; † 1610) ⚭ Magdalene von Nassau-Dillenburg (* 1547; † 1633)                 |                                                        |                                                        |
| Eltern                                                 | Johann Reinhard I. von Hanau-Lichtenberg (* 1569; † 1625) ⚭ Maria Elisabeth von Hohenlohe-Neuenstein-Weikersheim (* 1576; † 1605) | Johann Reinhard I. von Hanau-Lichtenberg (* 1569; † 1625) ⚭ Maria Elisabeth von Hohenlohe-Neuenstein-Weikersheim (* 1576; † 1605) | Johann Reinhard I. von Hanau-Lichtenberg (* 1569; † 1625) ⚭ Maria Elisabeth von Hohenlohe-Neuenstein-Weikersheim (* 1576; † 1605) | Johann Reinhard I. von Hanau-Lichtenberg (* 1569; † 1625) ⚭ Maria Elisabeth von Hohenlohe-Neuenstein-Weikersheim (* 1576; † 1605) |                                                        |                                                        |
| Philipp Wolfgang                                       | | | | |                                                        |                                                        |

Zur Familie vgl. Hauptartikel: Herren und Grafen von Hanau